# Links (série de jeux vidéo)
Pour les articles homonymes, voir Link.
Links est une série de jeux vidéo de golf.

## Liste de titres

### Access Software
- Leaderboard Golf (1984) - Commodore 64
- World Class Leader Board (1987) - DOS
- Links: The Challenge of Golf (1990) - Amiga, DOS, Mega-CD
- Links: Championship Course - Pinehurst Country Club (1991) - DOS
- Links: Championship Course - Firestone Country Club (1991) - Amiga, DOS
- Links: Championship Course - Hyatt Dorado Beach Resort (1991) - DOS
- Links: Championship Course - Bay Hill Club & Lodge (1991) - DOS
- Links: Championship Course - Bountiful Golf Course (1991) - Amiga, DOS
- Links: Championship Course - Barton Creek (1991) - DOS
- Links: Championship Course - Mauna Kea (1992) - DOS
- Links: Championship Course - Troon North (1992) - DOS
- Links 386 Pro (1992) - DOS
- Links: Championship Course - Banff Springs (1992) - DOS
- Links: Championship Course - The Belfry (1992) - DOS
- Links: Championship Course - Innisbrook/Copperhead (1993) - DOS
- Links: Championship Course - Pebble Beach (1993) - DOS
- Links Pro (1993) - Mac
- Links: Championship Course - Bighorn (1994) - DOS
- Links: Championship Course - Castlepines (1994) - DOS
- Links: Championship Course - Prairie Dunes (1995) - DOS
- Links: Championship Course - Cog Hill (1995) - DOS
- Links: Championship Course - Riviera (1995) - DOS
- Links: Fantasy Course - Devils Island (1995) - DOS
- Golf Links 386 Pro (1995) - FM Towns, PC-98
- Links LS 1997 (1996) - DOS
- Links Championship Course: Pelican Hill (1996) - DOS, Windows
- Links LS 1998 (1997) - Windows[1]
- Links Championship Course - Valderrama (1997) - Windows
- Links Championship Course: Oakland Hills (1997) - Windows
- Links: Championship Course: Valhalla (1997) - Windows
- Links LS 1999 (1998) - Windows
- Links Championship Course: Congressional Country Club (1998) - Windows

### Microsoft Game Studios
- Golf (1994) - Windows
- Golf 2.0 (1995) - Windows
- Golf 3.0 (1996) - Windows
- Golf 1998 Edition (1998) - Windows
- Golf 1999 Edition (1999) - Windows
- Golf 2001 Edition (2000) - Windows
- Links Extreme (1999) - Windows
- Links LS 2000 (2000) - Windows
- Links LS 2000 10 Course Pack (2000) - Windows
- Links Championship Edition (2001) - Windows (intègre Links 2001, Links Expansion Pack 1, un éditeur de parcours, un convertisseur de parcours et 47 nouveaux parcours)
- Links 2001 (2001) - Windows
- Links Expansion Pack (2001) - Windows
- Links 2003 (2002) - Windows[2]
- Links 2003: Championship Courses (2002) - Windows
- Links 2004 (2003) - Xbox
- Links 2003: Championship Edition (2003) - Windows (intègre Links 2003 et Links 2003: Championship Courses)
- Links Golf Courses Library (plusieurs versions)